# Австрійський округ

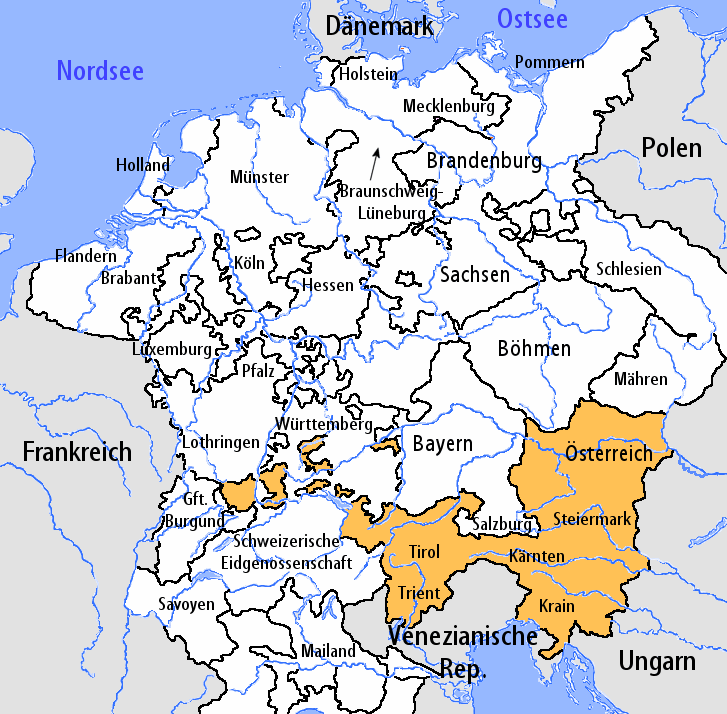
Мапа імперських округів на початку XVI століття. Австрійський округ зображений жовтим кольором

Австрійський округ (нім. Österreichischer Reichskreis) — один з імперських округів Священної Римської імперії.

## Історія
Австрійський округ був утворений у 1512 році і включив в себе спадкові володіння Габсбургів (Австрійське ерцгерцогство), а також декілька невеликих суміжних князівств. В органах управління округу повністю домінувала Австрія. Округ був скасований у 1806 році, разом із знищенням Священної Римської імперії.

## Склад округу
- Австрійське ерцгерцогство, до складу якого входили:
  -  Ерцгерцогство Нижня Австрія (з навколишніми територіями)
  -  Ерцгерцогство Верхня Австрія (з Зальцкаммергутом)
  -  Штирійське герцогство (з навколишніми територіями)
  -  Каринтійське герцогство (з навколишніми територіями)
  -  Крайнське герцогство (з навколишніми територіями)
  -  Графство Гориці і Градишки (Градишка — з 1717 року)
  -  Тірольське графство (з Форарльбергом та Передньою Австрією)
  -  Істрійське маркграфство
  -  Імперське Вільне місто Трієст
- Зальцбурзьке курфюрство (до секуляризації у 1803 році відоме як Архієпископство Зальцбург)
- Графство Шаунберг (існувало до 1548 року)
- Єпископство Бріксен
- Єпископство Кур
- Єпископство Трент
- Командорство Австрія Тевтонського ордену
- Командорство Ан-дер-Етш Тевтонського ордену
- Сеньйорія Тарасп